# Kuromi
Kuromi (クロミ) es un personaje ficticio creado en el año 2005 por la compañía japonesa Sanrio. Se trata de una coneja que es amiga de Hello Kitty.

## Historia y popularidad
Kuromi apareció por primera vez en el año 2005 en la serie animada de televisión Onegai My Melody. Su apariencia ha hecho que se convierta en un personaje popular entre fanáticos del punk, la cultura emo y la cultura gótica. Su apariencia parece estar inspirada en Impmon, de Digimon, y en Pichu, de Pokémon.  
En 2024, Kuromi se posicionó como el tercer personaje favorito de Sanrio en la votación anual que lleva a cabo la compañía japonesa entre sus fans. Kuromi obtuvo dicho puesto con una votación de más de cuatro millones de votos, por detrás de Cinnamoroll y Pochacco. Kuromi cuenta con una gran popularidad en varios países del mundo.